# Microsoft Visual Studio
Microsoft Visual Studio – zintegrowane środowisko programistyczne firmy Microsoft. Jest używane do tworzenia oprogramowania konsolowego oraz z graficznym interfejsem użytkownika, w tym aplikacji Windows Forms, WPF, Web Sites, Web Applications i inne. Aplikacje mogą być pisane na platformy: Microsoft Windows, Windows Phone, Windows CE, .NET Framework, Microsoft Silverlight, Linux, MacOS oraz konsole Xbox.

## Elementy składowe
Visual Studio zawiera edytor kodu wspierający IntelliSense jak również mechanizmy refaktoryzacji kodu. Zintegrowany debugger działa zarówno na poziomie kodu źródłowego jak i maszyny. Pozostałe narzędzia w ramach Visual Studio to: designer do tworzenia aplikacji Windows Forms, WPF i web, narzędzie do tworzenia klas, projektowania baz danych itd. Funkcjonalność Visual Studio praktycznie na każdym poziomie tej aplikacji można rozszerzać za pomocą dodatków.
Visual Studio zawiera zestaw narzędzi programistycznych (IDE), w skład którego wchodzi:
- Microsoft Visual C# (od wersji 2002)
- Microsoft Visual C++
- Microsoft Visual Basic
- Microsoft Visual J# (wersje 2002-2005)
- Microsoft Visual Web Developer ASP.NET (od wersji 2005)
- Microsoft Visual F# (od wersji 2010)

Microsoft Visual Studio pozwala na tworzenie samodzielnych aplikacji, a także aplikacji sieciowych, usług sieciowych oraz serwisów internetowych.
Dawniej istniała możliwość zakupu osobnych pakietów dla poszczególnych języków programowania (np. Visual C++). Obecnie jedyną możliwością jest zakup całego produktu Visual Studio.

## Edycje
Microsoft Visual Studio jest dostępny w następujących edycjach:
Visual Studio Express – uproszczone wersje programów dostępnych w płatnych wersjach Visual Studio przeznaczone głównie dla studentów i hobbystów. Zawierają uproszczoną wersję MSDN – MSDN Express Library. Licencja pozwala na tworzenie programów komercyjnych. Języki dostępne w ramach Visual Studio Express:
- Visual Basic Express
- Visual C++ Express
- Visual C# Express
- Visual Web Developer Express

Visual Studio Standard – wersja ta umożliwia użycie wtyczek i korzysta z biblioteki MSDN. Brak możliwości zdalnego debugowania. Wersja 2008 nie pozwala na tworzenie oprogramowania na urządzenia mobilne.
Visual Studio Professional – funkcja zdalnego debugowania i tworzenia oprogramowania na urządzenia mobilne.
Visual Studio Team System – edycja z dodatkowymi narzędziami ułatwiającymi współpracę przy tworzeniu oprogramowania.
Możliwości różnych edycji Visual Studio
| Produkt                            | Rozszerzenia (wtyczki) | Zewnętrzne narzędzia | Tworzenie instalatora      | Integracja z MSDN | Class Designer | Refaktoring                | Debugowanie                | Code Analysis | Tworzenie programów dla platform 64 bitowych | Tworzenie programów dla procesorów Itanium | Tworzenie programów dla Windows Phone     | Visual Studio Tools for Office |
| ---------------------------------- | ---------------------- | -------------------- | -------------------------- | ----------------- | -------------- | -------------------------- | -------------------------- | ------------- | -------------------------------------------- | ------------------------------------------ | ----------------------------------------- | ------------------------------ |
| Visual Studio Express              | minimalne              | minimalne            | ograniczona funkcjonalność | MSDN Express      | Nie            | ograniczona funkcjonalność | ograniczona funkcjonalność | Nie           | Nie                                          | Nie                                        | wymaga instalacji Windows Phone Framework | Nie                            |
| Visual Studio Standard             | Tak                    | Tak                  | ograniczona funkcjonalność | Tak               | Tak            | Tak                        | Tak                        | Nie           | Tak                                          | Nie                                        | wymaga instalacji Windows Phone Framework | Nie                            |
| Visual Studio Professional         | Tak                    | Tak                  | Tak                        | Tak               | Tak            | Tak                        | Tak                        | Nie           | Tak                                          | Nie                                        | Tak                                       | Tak                            |
| Visual Studio Team System editions | Tak                    | Tak                  | Tak                        | Tak               | Tak            | Tak                        | Tak                        | Tak           | Tak                                          | Tak                                        | Tak                                       | Tak                            |

## Historia

### Visual Studio 97
Pierwsza wersja Visual Studio łączyła w sobie kilka języków programowania (wcześniej firma Microsoft sprzedawała osobno pakiety dla poszczególnych języków). Składała się z Visual Basic 5.0, Visual C++ 5.0, Visual J++ 1.1, Visual FoxPro 5.0 i Visual InterDev 1.0.
Była to jednocześnie pierwsza próba stworzenia uniwersalnego środowiska programowania, którego używały Visual C++, J++ i InterDev. Visual Basic i FoxPro używały swoich własnych środowisk.

### Visual Studio 6.0
Kolejna wersja została wprowadzona w 1998 roku i przetrwała bez zmian (oprócz poprawek) cztery lata, aż do wprowadzenia platformy .NET Framework. Wszystkim składnikom ustalono numer wersji na 6.0.

### Visual Studio .NET (2002) (Visual Studio 7.0)
W 2002 roku firma Microsoft wprowadziła wersję, która zasadniczo różniła się od poprzednich. Najbardziej istotną zmianą było wprowadzenie platformy .NET Framework, dzięki której programy nie były kompilowane do kodu maszynowego, ale do CIL – języka pośredniego, który jest kompilowany do postaci ostatecznej podczas wykonywania programu.
Kolejną istotną zmianą było wprowadzenie języka C# podobnego w składni do języka Java, ale przeznaczonego wyłącznie do środowiska .NET.
Język Visual Basic został drastycznie zmieniony tak, aby pasował do platformy .NET. Języka C++ można było używać w dwóch wariantach:
- C++ Managed obsługującego platformę .NET,
- tradycyjnego C++ pozwalającego (jako jedyny język w zestawie) na kompilację bezpośrednio do kodu maszynowego.

Wszystkie języki (z wyjątkiem FoxPro, który nie został włączony do .NET) wchodzące w skład produktu używały jednolitego środowiska programistycznego. Samo środowisko zostało przeprojektowane w kierunku uzyskania większej elastyczności, funkcjonalności i łatwości obsługi.

### Visual Studio .NET 2003 (Visual Studio 7.1)
Rok po wersji 2002 firma Microsoft wprowadziła do sprzedaży wersję 2003. Użytkownicy wersji 2002 za niewielką dopłatą mogli uaktualnić swoje oprogramowanie do najnowszej wersji.
Wersja ta wprowadzała uaktualnienie .NET Framework do wersji 1.1 i wsparcie dla projektowania aplikacji dla urządzeń przenośnych.

### Visual Studio 2005 (Visual Studio 8.0)
Visual Studio 2005 jest przeznaczona wyłącznie dla systemów MS Windows 2000/XP/2003.
Najbardziej istotnymi zmianami w stosunku do poprzedniej wersji są:
- zastosowanie wersji 2.0 .NET Framework, z tym związane są zmiany także w językach programowania;
- możliwość kompilacji dla procesorów 64-bitowych różnych typów;
- jest to ostatnie wydanie Visual Studio dla Windows 2000;
- Pierwsza wersja z edycją Express Edition, dostępną za darmo;
- zmiana Managed C++ na C++/CLI (w Visual C++).

### Visual Studio 2008 (Visual Studio 9)
Premiera Visual Studio 2008 (nazwa kodowa Orcas) odbyła się dopiero 27 stycznia 2008 r. Przygotowany z myślą o Windows Vista i Office 2007. W tej wersji zrezygnowano ze wsparcia dla Windows 2000. Na witrynie Microsoftu dostępna jest wersja Express Edition przeznaczona dla hobbystów i małych firm, może być używana bezpłatnie bez ograniczeń czasowych.

Zmiany:
- wykorzystanie .NET Framework 3.5

### Visual Studio 2010 (Visual Studio 10)
Dziesiąta wersja środowiska Visual Studio:
- wykorzystanie .NET Framework 4.0;
- znaczne zmiany w GUI;
- wsparcie dla SQL 2008;
- nowe opcje do testowania;
- narzędzia zintegrowanego środowiska programistycznego dla Windows 7 i Microsoft SharePoint 2010;
- nowe "drag and drop bindings" dla Silverlight i aplikacji Windows Presentation Foundation;
- nowy język programowania F#;
- wsparcie budowania aplikacji dla Windows Azure;
- automatyczne znajdowanie popularnych błędów w kodowaniu.

### Visual Studio 2012 (Visual Studio 11)
Jedenasta wersja środowiska Visual Studio, wydana w 2012 roku:
- wykorzystanie .NET Framework 4.5;
- Pisanie aplikacji dla Metro Style
- IntelliSense dla C++/CLI
- znaczne zmiany w GUI;
- integracja z MSSQL 2012;
- zintegrowany w pełni z Windows 8

### Visual Studio 2013 (Visual Studio 12)
17 października 2013 została udostępniona finalna wersja Visual Studio 12, które cechuje m.in.:
- wykorzystanie .NET Framework 4.5.1
- wprowadzenie opcji "Just My Code" dla języków C++ oraz JavaScript[3]
- autouzupełnianie kodu pisanego w C/C++
- wsparcie znacznej części standardu C++11
- nowe ułatwienia w nawigacji kodu
- C++ auto-vectorizer
- wsparcie dla systemu Git
- integracja z Windows 8.1

W 2014 roku udostępniono także Visual Studio 2013 Update w wersjach 1, 2, 3 i 4.

### Visual Studio 2015 (Visual Studio 14)
W kwietniu 2014 ukazała się wersja Release Candidate, w czerwcu 2014 wersja Community Technology Preview (CTP).

### Visual Studio 2017 (Visual Studio 15)
W grudniu 2016 ukazała się kolejna wersja Community Technology Preview (CTP).
7 marca 2017 została udostępniona finalna wersja Visual Studio 15. Cechuje ją:
- rozszerzona obsługa nowych funkcji języków C# 7.0 i Visual Basic 15
- nowe środowisko instalacji
- ulepszona nawigacja w kodzie
- przeprojektowana strona startowa
- obsługa polecenia EditorConfig

### Visual Studio 2019 (Visual Studio 16)
2 kwietnia 2019 r. Microsoft udostępnił Visual Studio 2019. Nowości to między innymi:
- C# 8.0 Preview
- F# 4.6
- .NET Core 3.0

### Visual Studio 2022 (Visual Studio 17)
8 listopada 2021 wydano pierwszą produkcyjną wersję nowego Visual Studio.
Do najważniejszych nowości należą:
- 64-bitowe środowisko
- .NET 6
- przeładowanie aplikacji podczas uruchomionego debugowania (Hot Reload)
- ulepszony IntelliCode

## Visual Studio dla systemu macOS
16 listopada 2016 roku zapowiedziano osobną wersję Visual Studio zaprojektowaną specjalnie dla komputerów z systemem MacOS. W maju 2017 roku wydano pierwszą ogólnodostępną odsłonę programu. Posiada ona wsparcie dla .NET Core, ASP.NET Core, Xamarina oraz Unity.

## Pakiety językowe w Visual Studio
Pakiety językowe to bezpłatne dodatki, które po zainstalowaniu umożliwiają zmianę wersji językowej programu i zapewniają lokalizację interfejsu użytkownika i komunikatów o błędach oprogramowania. Podczas pierwszej instalacji programu Visual Studio instalator dobiera odpowiedni pakiet językowy na podstawie używanego języka systemu operacyjnego. Pakiety językowe dla programu Visual Studio 2010 zostały przetłumaczone we współpracy z Politechniką Wrocławską.